# Список перших леді США

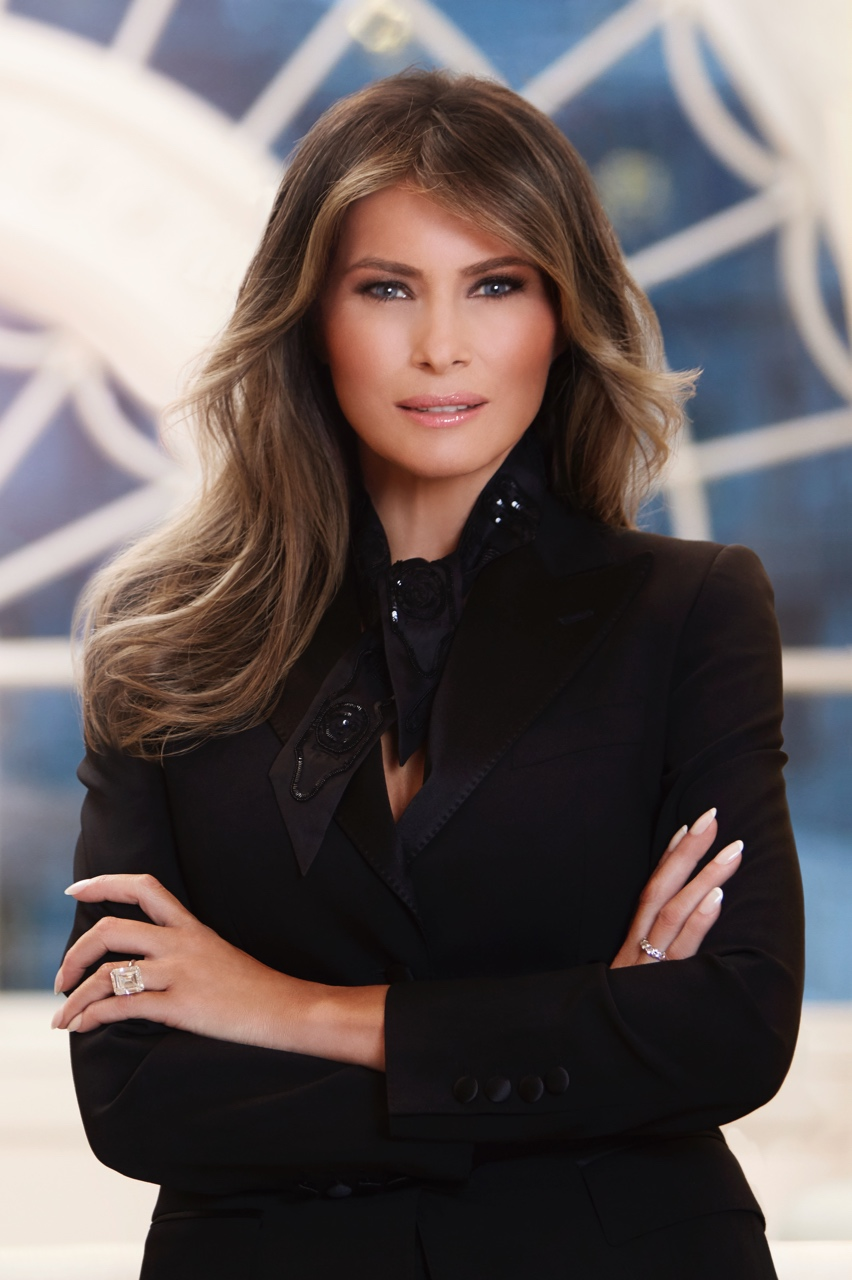
Меланія Трамп, нині чинна (з 20 січня 2025 року, 47-ма перша леді США

Перша леді США — титул господарки Білого Дому. Традиційно обов'язки господарки виконує дружина президента США, але іноді такий титул надається жінці, яка не є дружиною Президента — у випадках, коли президент був не одружений або овдовів, або коли дружина не могла виконувати обов'язки першої леді. Цей титул не передбачає жодних офіційних службових обов'язків. Але все ж, перша леді присутня на багатьох офіційних церемоніях і державних заходах, як в супроводі президента, так і замість нього. Традиційно, господарка Білого Дому не має іншої зайнятості протягом виконання своїх обов'язків. В її коло обов'язків також входить піклування про всі церемонії в Білому Домі. У першої леді є свій штат службовців, включаючи громадського секретаря Білого Дому, керівника штату працівників, прес-секретаря, головного флориста, шеф-кухаря. Офіс першої леді є гілкою Виконавчого офісу Президента США.
Титул «перша леді» вперше був застосований в панегірику Джеймса Медісона, присвяченому Доллі Медісон. Але офіційно термін стали застосовувати тільки після появи в Білому Будинку Гаррієт Лейн.
У 2007 році Монетний двір США почав випускати набір золотих монет з портретами перших леді на аверсі. Коли у президента не було дружини, на аверсі була зображена емблема свободи як на монетах, що були в обігу на той час, а на реверсі — емблема з зображенням президента США. Такими монетами є монети перших леді Томаса Джефферсона, Ендрю Джексона, Мартіна Ван Бюрена і Джеймса Б'юкенена. На монеті першої леді Честера Артура зображена суфражистка Еліс Пол.

## Списокперших ледіСША
| Перша леді | Перша леді | Перша леді                                    | Роки життя                      | Дата реєстрації шлюбу | Чоловік                  | Початок терміну в Білому Домі | Закінчення терміну в Білому Домі |
| ---------- | ---------- | --------------------------------------------- | ------------------------------- | --------------------- | ------------------------ | ----------------------------- | -------------------------------- |
| 1          |            | Марта Вашингтон (до шлюбу Дендридж)           | нар. 02.06.1731 пом. 22.05.1802 | 06.01.1759            | Джордж Вашингтон         | 30.04.1789                    | 04.03.1797                       |
| 2          |            | Ебігейль Адамс (до шлюбу — Сміт)              | нар. 11.11.1744 пом. 28.10.1818 | 25.10.1764            | Джон Адамс               | 04.03.1797                    | 04.03.1801                       |
| 3          |            | Марта Джефферсон Рендольф (дочка президента)  | нар. 19.10.1748 пом. 06.09.1782 | 01.01.1772            | Томас Джефферсон         | 04.03.1801                    | 04.03.1809                       |
| 4          |            | Доллі Медісон (до шлюбу — Пейне)              | нар. 20.05.1768 пом. 12.07.1849 | 14.09.1794            | Джеймс Медісон           | 04.03.1809                    | 04.03.1817                       |
| 5          |            | Елізабет Монро (до шлюбу — Кортрайт)          | нар. 30.06.1768 пом. 23.09.1830 | 16.02.1786            | Джеймс Монро             | 04.03.1817                    | 04.03.1825                       |
| 6          |            | Луїза Адамс (до шлюбу — Джонсон)              | нар. 12.02.1775 пом. 15.05.1852 | 26.07.1797            | Джон Квінсі Адамс        | 04.03.1825                    | 04.03.1829                       |
| 7          |            | Емілі Донелсон                                | нар. 01.06.1807 пом. 19.12.1836 | племінниця            | Ендрю Джексон            | 04.03.1829                    | 26.11.1834                       |
| 7          |            | Сара Джексон                                  | нар. 16.07.1803 пом. 23.08.1887 | племінниця            | Ендрю Джексон            | 26.11.1834                    | 04.03.1837                       |
| 8          |            | Анжеліка Ван Бюрен (до шлюбу — Хоес)          | нар. 13.02.1818 пом. 29.12.1877 | невістка              | Мартін Ван Бюрен         | 27.11.1838                    | 04.03.1841                       |
| 9          |            | Ганна Гаррісон (до шлюбу — Татхілл Сіммс)     | нар. 25.07.1775 пом. 25.02.1864 | 22.11.1795            | Вільям Генрі Гаррісон    | 04.03.1841                    | 04.04.1841                       |
| 9          |            | Джейн Гаррісон (до шлюбу — Ірвін)             | нар. 23.07.1804 пом. 11.05.1846 | невістка              | Вільям Генрі Гаррісон    | 04.03.1841                    | 04.04.1841                       |
| 10         |            | Летиція Тайлер (до шлюбу — Крістіан)          | нар. 12.11.1790 пом. 10.09.1842 | 29.03.1813            | Джон Тайлер              | 04.04.1841                    | 10.09.1842                       |
| 10         |            | Прісцилла Тайлер (до шлюбу — Купер)           | нар. 14.06.1816 пом. 29.12.1889 | невістка              | Джон Тайлер              | 10.09.1842                    | 26.06.1844                       |
| 10         |            | Джулія Тайлер (до шлюбу — Гардінер)           | нар. 23.07.1820 пом. 10.07.1889 | 26.06.1844            | Джон Тайлер              | 26.06.1844                    | 04.03.1845                       |
| 11         |            | Сара Чілдресс Полк (до шлюбу — Чілдресс)      | нар. 04.09.1803 пом. 14.08.1891 | 01.01.1824            | Джеймс Нокс Полк         | 04.03.1845                    | 04.03.1849                       |
| 12         |            | Маргарет Тейлор (до шлюбу — Меккалл Сміт)     | нар. 21.09.1788 пом. 14.08.1852 | 21.06.1810            | Закарі Тейлор            | 04.03.1849                    | 09.07.1850                       |
| 13         |            | Ебігейль Філлмор (до шлюбу — Пауер)           | нар. 13.03.1798 пом. 30.03.1853 | 05.02.1826            | Міллард Філлмор          | 09.07.1850                    | 04.03.1853                       |
| 14         |            | Джейн Пірс (до шлюбу — Мінс Епплтон)          | нар. 12.03.1806 пом. 02.12.1863 | 19.11.1834            | Франклін Пірс            | 04.03.1853                    | 04.03.1857                       |
| 15         |            | Гаррієт Лейн (Небога президента)              | нар. 09.05.1830 пом. 03.07.1903 | —                     | Джеймс Б'юкенен          | 04.03.1857                    | 04.03.1861                       |
| 16         |            | Мері Тодд Лінкольн (до шлюбу — Тодд)          | нар. 13.12.1818 пом. 16.07.1882 | 04.11.1842            | Авраам Лінкольн          | 04.03.1861                    | 15.04.1865                       |
| 17         |            | Еліза Мак-Кардл-Джонсон (до шлюбу — Маккардл) | нар. 04.10.1810 пом. 15.01.1876 | 17.05.1827            | Ендрю Джонсон            | 15.04.1865                    | 04.03.1869                       |
| 18         |            | Джулія Грант (до шлюбу — Дент)                | нар. 26.01.1826 пом. 14.12.1902 | 22.08.1848            | Улісс Грант              | 04.03.1869                    | 04.03.1877                       |
| 19         |            | Люсі Вебб Гейз (до шлюбу — Уебб)              | нар. 28.08.1831 пом. 25.06.1889 | 30.12.1852            | Резерфорд Гейз           | 04.03.1877                    | 04.03.1881                       |
| 20         |            | Лукреція Гарфілд (до шлюбу — Рудольф)         | нар. 19.04.1832 пом. 14.03.1918 | 11.11.1858            | Джеймс Гарфілд           | 04.03.1881                    | 19.09.1881                       |
| 21         |            | Мері Артур Макелрой (до шлюбу — Артур)        | нар. 05.07.1841 пом. 08.01.1917 | сестра                | Честер Алан Артур        | 19.09.1881                    | 04.03.1885                       |
| 22         |            | Роуз Клівленд (до шлюбу — Клівленд)           | нар. 13.06.1846 пом. 22.11.1918 | сестра                | Гровер Клівленд          | 04.03.1885                    | 02.06.1886                       |
| 22         |            | Френсіс Клівленд (до шлюбу — Фолсом)          | нар. 21.07.1864 пом. 29.10.1947 | 02.06.1886            | Гровер Клівленд          | 02.06.1886                    | 04.03.1889                       |
| 23         |            | Керолайн Гаррісон (до шлюбу — Скотт)          | нар. 01.10.1832 пом. 25.10.1892 | 20.10.1853            | Бенджамін Гаррісон       | 04.03.1889                    | 25.10.1892                       |
| 23         |            | Мері Гаррісон Мак-Кі (до шлюбу — Гаррісон)    | нар. 13.04.1858 пом. 28.10.1930 | дочка                 | Бенджамін Гаррісон       | 25.10.1892                    | 04.03.1893                       |
| 24         |            | Френсіс Клівленд (до шлюбу — Фолсом)          | нар. 21.07.1864 пом.29.10.1947  | 02.06.1886            | Стівен Ґровер Клівленд   | 04.03.1893                    | 04.03.1897                       |
| 25         |            | Іда Сакстон Мак-Кінлі (до шлюбу — Сакстон)    | нар. 08.06.1847 пом. 26.05.1907 | 25.01.1871            | Вільям Мак-Кінлі         | 04.03.1897                    | 14.09.1901                       |
| 26         |            | Едіт Рузвельт (до шлюбу — Кероу)              | нар. 06.08.1861 пом. 30.09.1948 | 02.12.1886            | Теодор Рузвельт          | 14.09.1901                    | 04.03.1909                       |
| 27         |            | Гелен Луїза Тафт (до шлюбу — Херрон)          | нар. 02.06.1861 пом. 22.05.1943 | 19.06.1886            | Вільям Говард Тафт       | 04.03.1909                    | 04.03.1913                       |
| 28         |            | Еллен Акссон Вілсон (до шлюбу — Акссон)       | нар. 15.05.1860 пом. 06.08.1914 | 24.06.1885            | Томас Вудро Вілсон       | 04.03.1913                    | 06.08.1914                       |
| 28         |            | Маргарет Вілсон (до шлюбу — Боллінг)          | нар. 16.04.1886 пом. 12.02.1944 | дочка                 | Томас Вудро Вілсон       | 06.08.1914                    | 18.12.1915                       |
| 28         |            | Едіт Вілсон (до шлюбу — Боллінг)              | нар. 15.10.1872 пом. 28.12.1961 | 18.12.1915            | Томас Вудро Вілсон       | 18.12.1915                    | 04.03.1921                       |
| 29         |            | Флоренс Гардінг (до шлюбу — Клінг)            | нар. 15.08.1860 пом. 21.11.1924 | 08.07.1891            | Воррен Гардінг           | 04.03.1921                    | 02.08.1923                       |
| 30         |            | Грейс Кулідж (до шлюбу — Гудхью)              | нар. 03.01.1879 пом. 08.07.1957 | 04.10.1905            | Калвін Кулідж            | 02.08.1923                    | 04.03.1929                       |
| 31         |            | Лу Гувер (до шлюбу — Генрі)                   | нар. 29.03.1874 пом. 07.01.1944 | 10.02.1899            | Герберт Гувер            | 04.03.1929                    | 04.03.1933                       |
| 32         |            | Елеонора Рузвельт (до шлюбу — Рузвельт)       | нар. 11.10.1884 пом. 07.11.1962 | 17.03.1905            | Франклін Делано Рузвельт | 04.03.1933                    | 12.04.1945                       |
| 33         |            | Бесс Трумен (до шлюбу — Уолесс)               | нар. 13.02.1885 пом. 18.10.1982 | 28.06.1919            | Гаррі Трумен             | 12.04.1945                    | 20.01.1953                       |
| 34         |            | Меймі Ейзенхауер (до шлюбу — Деуд)            | нар. 14.11.1896 пом. 01.11.1979 | 01.01.1916            | Дуайт Ейзенхауер         | 20.01.1953                    | 20.01.1961                       |
| 35         |            | Жаклін Кеннеді (до шлюбу — Бувьє)             | нар. 28.07.1929 пом. 19.05.1994 | 12.09.1953            | Джон Фіцджеральд Кеннеді | 20.01.1961                    | 22.11.1963                       |
| 36         |            | Клаудія Альта Джонсон (до шлюбу — Тейлор)     | нар. 22.12.1912 пом. 11.07.2007 | 17.11.1934            | Ліндон Джонсон           | 22.11.1963                    | 20.01.1969                       |
| 37         |            | Пет Ніксон (до шлюбу — Раян)                  | нар. 16.05.1912 пом. 22.06.1993 | 21.06.1940            | Річард Ніксон            | 20.01.1969                    | 09.08.1974                       |
| 38         |            | Елізабет «Бетті» Енн Форд (до шлюбу — Блумер) | нар. 08.04.1918 пом. 08.07.2011 | 15.10.1948            | Джеральд Форд            | 09.08.1974                    | 20.01.1977                       |
| 39         |            | Розалін Картер (до шлюбу — Сміт)              | нар. 18.08.1927 пом. 19.11.2023 | 07.07.1946            | Джиммі Картер            | 20.01.1977                    | 20.01.1981                       |
| 40         |            | Ненсі Рейган (до шлюбу — Роббінс)             | нар. 06.07.1921 пом. 06.03.2016 | 06.03.1952            | Рональд Рейган           | 20.01.1981                    | 20.01.1989                       |
| 41         |            | Барбара Буш (до шлюбу — Пірс)                 | нар. 08.06.1925 пом. 17.04.2018 | 06.01.1945            | Джордж Герберт Вокер Буш | 20.01.1989                    | 20.01.1993                       |
| 42         |            | Гілларі Клінтон (до шлюбу — Родем)            | нар. 26.10.1947                 | 11.10.1975            | Білл Клінтон             | 20.01.1993                    | 20.01.2001                       |
| 43         |            | Лора Буш (до шлюбу — Уелч)                    | нар. 04.11.1946                 | 05.11.1977            | Джордж Буш               | 20.01.2001                    | 20.01.2009                       |
| 44         |            | Мішель Обама (до шлюбу — Робінсон)            | нар. 17.01.1964                 | 03.10.1992            | Барак Обама              | 20.01.2009                    | 20.01.2017                       |
| 45         |            | Меланія Трамп (до шлюбу — Кнавс)              | нар. 26.04.1970                 | 22.01.2005            | Дональд Трамп            | 20.01.2017                    | 20.01.2021                       |
| 46         |            | Джилл Байден (до шлюбу — Джейкобс)            | нар. 05.06.1951                 | 17.06.1977            | Джо Байден               | 20.01.2021                    | 20.01.2025                       |
| 47         |            | Меланія Трамп (до шлюбу — Кнавс)              | нар. 26.04.1970                 | 22.01.2005            | Дональд Трамп            | 20.01.2025                    | чинна                            |